# Убийство на сербской свадьбе в Сараеве
Убийство на сербской свадьбе (серб. Убиство старог свата испред Старе цркве на Башчаршији) было совершёно 1 марта 1992 года в городе Сараеве боснийскими мусульманами во главе с Рамизом «Чело» Делаличем. Это событие послужило началом межэтнической войны в Боснии и Герцеговине.

## Описание события
1 марта 1992 года в воскресенье второй день подряд проходил референдум о независимости Боснии и Герцеговины (на котором 63 % бошняков и хорватов проголосовали за отделение от Югославии). В этот день в центре столицы республики проходила сербская свадьба. В 14 часов 30 минут в церкви Преображения Господня обвенчались Милан Гардович и Диана Тамбур. После этого участники празднества переместились в дом святой Фёклы на Башчаршии в ожидании свадебного обеда.
В это время на стоянке у входа во двор церкви остановился автомобиль Volkswagen Golf белого цвета, в котором находилось четверо мужчин: Мухамед Швракич (сын основателя вооружённого формирования боснийских мусульман в Сараеве «Зелёные береты»), Суад Шабанович, Таиб Торлакович и 29-летний Рамиз Делалич — участник «Зелёных беретов». Они вышли из машины и набросились на Николу Гардовича (род. 1937), который держал в руке знамя Сербской православной церкви (трёхцветный флаг с сербским крестом посередине). Делалич произвёл выстрел из пистолета и смертельно ранил Николу Гардовича. Сообщник Делалича нанёс ранение православному священнику Раденку Миковичу. Затем преступники сожгли православное знамя. Через несколько минут Никола Гардович скончался рядом с машиной скорой помощи.

В интервью телерадиокомпании «Сараево» Делалич так изложил событие 1 марта 1992 года: 
Мы увидели колонну автомобилей, которая проследовала к Башчаршии на большой скорости; мы погнались, чтобы узнать, что происходит… Они вышли из машин и начали петь. Выставили на показ какие-то свои сербские флаги. Мы остановились перед ними и спросили, куда они идут. Мы сказали им, что это не Сербия, что это — Сараево, это Башчаршия. Мы… стреляли в людей, которые держали в руках флаги…

## Дальнейшие события

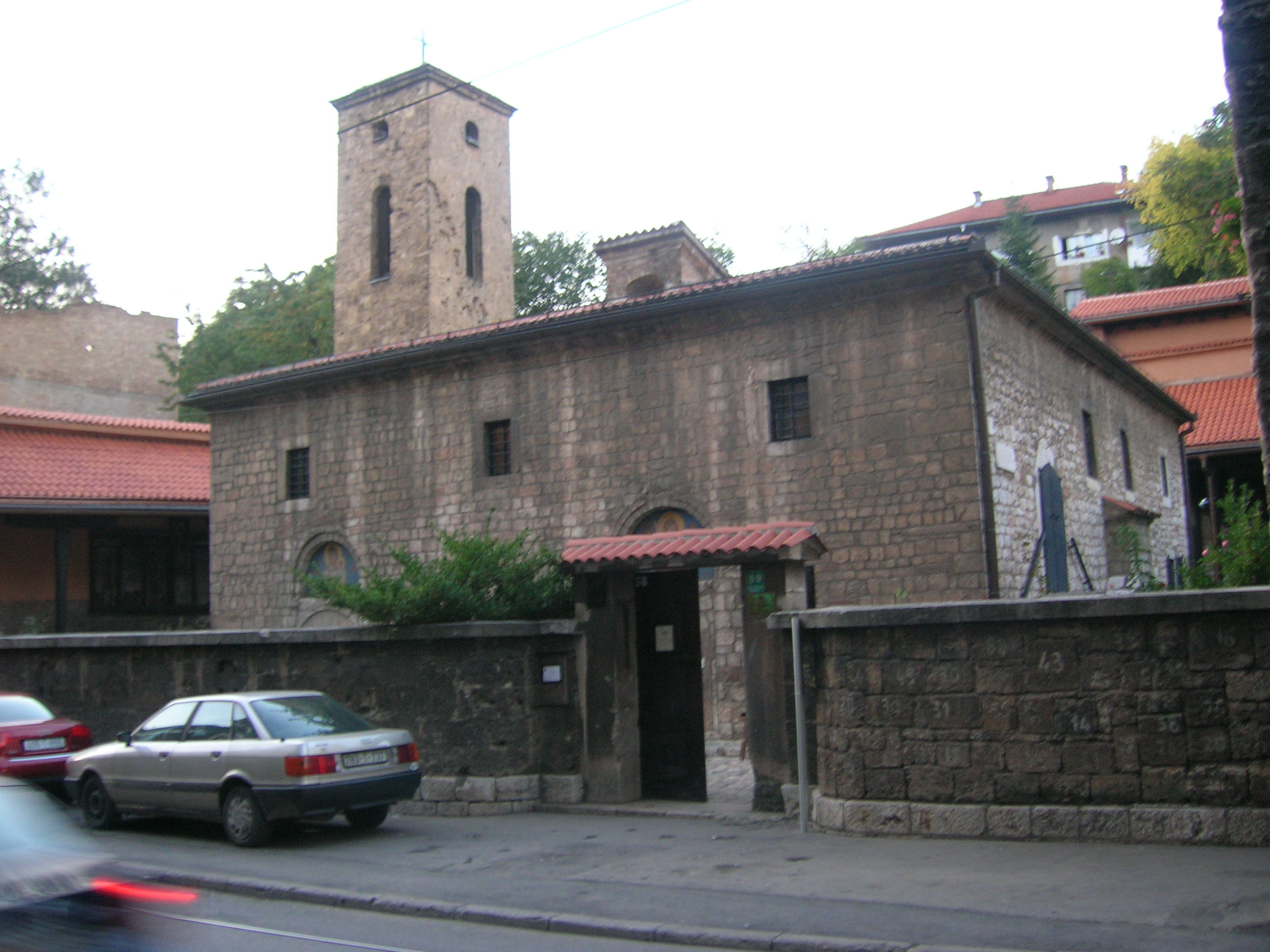
Старая православная церковь, рядом с которой произошло убийство

Сербы поставили в городе ряд баррикад, выдвинув требования провести расследование и наказать виновных. Это событие они восприняли как начало антисербских действий. Боснийские мусульмане также поставили баррикады в городе. В произошедших перестрелках с обеих сторон погибли четыре человека. Сербские и мусульманские политики выступили с призывами к мирному диалогу. Республиканским МВД было проведено расследование, которое назвало виновного в нападении на свадьбу. Им был известный сараевский бандит Рамиз «Чело» Делалич, связанный с военизированным крылом мусульманской Партии демократического действия Алии Изетбеговича. Однако к ответственности за нападение Делалич привлечён не был. Расстрел свадьбы совпал по времени с референдумом о независимости БиГ, который негативно восприняли боснийские сербы, желавшие остаться в составе Югославии. В силу этого сербские баррикады в Сараеве мусульмане восприняли как демонстрацию силы сербами.
Семья Гардовичей после убийства Николы Гардовича была вынуждена покинуть Сараево. Милан с Дианой эмигрировали в Швецию. Старший брат и сестра Милана с семьями бежали в восточную часть Республики Сербской, где продолжали жить в 2010-е годы. Младший брат стал священником и служил в одной из церквей под Чачаком в Сербии.

## Расследование преступления
Расследование преступления по факту убийства Николы Гардовича было начато в 1992 году. Однако Делалич, будучи командиром Девятой мусульманской бригады в составе армии Боснии и Герцеговины, был освобождён от ответственности. Впоследствии он бежал в Турцию, где прожил два года. В 2004 году Делалич был арестован, расследование возобновлено; однако тогда же он был освобождён из под стражи. Кроме этого, Делалич также арестовывался за избиение полицейского, ему также вменяли военные преступления против боснийских хорватов. Делалич был убит в 2007 году, предположительно в результате криминальных разборок.
По одной из версий, Делалич не совершал убийства Гардовича. А его сообщник Мухамед Швракич хвастался тем, что он — «Мусульманский Гаврило Принцип».